# (9712) Nauplius
(9712) Nauplius (1973 SO1) – planetoida z grupy trojańczyków okrążająca Słońce w ciągu 11 lat i 358 dni w średniej odległości 5,23 j.a. Odkryta 19 września 1973 roku.